# Thereutria amaraca
Thereutria amaraca är en tvåvingeart som först beskrevs av Walker 1849.  Thereutria amaraca ingår i släktet Thereutria och familjen rovflugor. Inga underarter finns listade i Catalogue of Life.